# Promachus ruepelli
Promachus ruepelli là một loài ruồi trong họ Asilidae. Promachus ruepelli được Loew miêu tả năm 1854.